# Un ragazzo sulla trentina
Un ragazzo sulla trentina (14 Going on 30) è un film TV del 6 marzo 1988 prodotto dalla Walt Disney. La pellicola si basa sullo stesso tema del film Big interpretato da Tom Hanks, ovvero la storia di un ragazzino che improvvisamente si trova nei panni di un adulto.

## Trama
Danny è perdutamente innamorato della sua insegnante Peggy Noble, la quale sta per sposarsi con l'insegnante di educazione fisica Roy "Spaccadenti" Kelton. Quando l'amico di Danny, Lloyd, inventa un acceleratore di crescita per la frutta e verdura con lo scopo di "risolvere la fame nel mondo", Danny lo usa su se stesso per diventare adulto e cercare di mostrare a Peggy la vera personalità di Roy. Tuttavia, alla sua prima apparizione a scuola come adulto, viene scambiato per qualcun altro...